# Florence (Minnesota)
Florence város az USA Minnesota államában, Lyon megyében. Lakosainak száma 28 fő (2020. április 1.).

## Népesség
A település népességének változása:

| 2010 | 39 |
| 2020 | 28 |